# 西九州大学短期大学部
西九州大学短期大学部（にしきゅうしゅうだいがくたんきだいがくぶ、英語: Nishikyushu University Junior College）は、佐賀県佐賀市神園3-18-15に本部を置く日本の私立大学。1946年創立、1963年大学設置。大学の略称は西九短。

## 概観

### 大学全体
- 佐賀県佐賀市に所在する日本の私立短期大学で、設置主体は学校法人永原学園[1]。
- 1963年に佐賀短期大学として、県内で2番目に開学した。学科の増減、再編を経て現在は2学科からなる。

### 建学の精神（校訓・理念・学是）
- 西九州大学短期大学部における建学の精神は、「世界文化の向上と人類福祉に寄与する人物を育成する」となっている。

### 教育および研究
- 西九州大学短期大学部には、教養科目として「あすなろう」と称した全国の短大でも唯一の科目があることに注目すべきである。これは、本短大の教育理念ともなっている「あすなろうの精神」を学生に理解させることがねらいとなっている。具体的には、佐賀の風土や文化・賢人の足跡についての体験学習するというものである。ほか、くらし環境学科では、カリキュラムの一つでもある「環境基礎分析実験」の科目においては、近隣を流れる多布施川での水質調査も行われていた。

## 沿革
- 1946年
  - 前身の佐賀栄養専門学院が創設
- 1958年
  - 佐賀保育専門学校を設置

- 1963年
  - 1月21日 左記を以て文部省[注 5]より短期大学の設置が認可される。[2]
  - 4月1日 佐賀短期大学が以下の学科体制にて開学する[3]。
    - 食物栄養科 入学定員80名
- 1964年
  - 4月1日 以下の学科を増設[注釈 1]。
    - 被服科 入学定員50名[注釈 2]

  - 同 食物栄養科の入学定員を80→120[注釈 2]に増員[注釈 1]。
- 1965年
  - 4月1日 以下の学科を増設[6]。
    - 保育科 入学定員40名
- 1966年
  - 4月1日 食物栄養科の入学定員を120→180に増員[注 6]。
- 1967年
  - 1月18日 専攻科の設置が認められ、以下の課程を設ける[注 7]。
    - 被服専攻 入学定員20名
- 1969年
  - 4月1日 食物栄養科の入学定員を180→250に増員[注 8]。
- 1981年
  - 4月1日 学科名を以下の通り変更する[14]。
    - 被服科→家政科
    - 保育科→幼児教育科
- 1988年
  - 4月1日 学科名を以下の通り変更する[15]。
    - 食物栄養科→食物栄養学科
    - 家政科→生活福祉学科
    - 幼児教育科→幼児教育学科
- 1989年
  - 4月1日 食物栄養学科の入学定員を250→200に減員[注 9]。
- 1993年
  - 4月1日 各学科の入学定員を以下の通り変更する[注 10]。
    - 食物栄養学科 200→180
    - 生活福祉学科 50→80
    - 幼児教育学科 100→90
- 1995年
  - 3月31日 専攻科における以下の課程については左記をもって正式に廃止とする[22]。
    - 被服専攻

  - 4月1日 専攻科に以下の課程を設ける[22]。
    - 食物栄養専攻
- 2000年
  - 4月1日 食物栄養学科の入学定員を180→160に減員する[注 11]。
- 2001年
  - 4月1日 食物栄養学科の入学定員を160→120に減員する[27]。
- 2004年
  - 4月1日 以下の学科を増設する[28]。
    - くらし環境学科 入学定員50名

  - 同 上記にともない、既存の学科において以下の通り入学定員を減員する[28]。
    - 食物栄養学科 120→80
    - 生活福祉学科 80→70

  - 同 専攻科食物栄養専攻の入学定員を30→10に減員[29]
- 2006年
  - 4月1日 幼児教育学科を幼児保育学科に改称し、入学定員を90→110に増員[注 12]。
- 2008年
  - 4月1日 以下の学科。課程についてはこの年度で学生募集を最終とする。
- 2009年
  - 4月1日 西九州大学短期大学部に改称[31]。
- 2010年
  - 3月31日 以下の学科・専攻については、左記をもって正式に廃止とする[32]。
    - くらし環境学科
    - 専攻科[33]
      - 食物栄養専攻
- 2011年
  - 4月1日 専攻科の福祉専攻を保育福祉専攻に改称[34]。
- 2014年
  - 1月 平成26年度大学入試センター試験参加短期大学の1校となる[35]。
- 2015年
  - 1月 平成27年度大学入試センター試験参加短期大学の1校となる[36]。
- 2016年
  - 1月 平成28年度大学入試センター試験参加短期大学の1校となる[37]。
  - 4月1日 以下の学科については、この年度で学生募集を最終とする[注 13]。
    - 食物栄養学科
    - 生活福祉学科
- 2017年
  - 4月1日 この年度の入学生より、食物栄養学科に生活福祉学科を編入して、以下の学科に再編される[38]。
    - 地域生活支援学科
- 2018年
  - 5月 以下の学科については、左記をもって正式に廃止とする[39]。
    - 食物栄養学科
    - 生活福祉学科

## 基礎データ

### 所在地
- 佐賀県佐賀市神園3-18-15

### 象徴
- カレッジマークは佐賀短大の英称である頭文字「S」を図案化したもを使用していたが[40]、名称変更により西九州大学と同一のものに変更されている[41]。

### 年度別学生数
| -        | 食物栄養学科 | 被服科     | 保育科     | くらし環境学科 | 出典      |
| -------- | ------------ | ---------- | ---------- | -------------- | --------- |
| 入学定員 | **           | **         | **         | **             | -         |
| 総定員   | **           | **         | **         | **             | -         |
| 1963年   | 男1 女129    | -          | -          | -              | [ 42 ]    |
| 1964年   | 男5 女248    | 女20       | -          | -              | [ 43 ]    |
| 1965年   | 男9 女284    | 女42       | 女64       | -              | [ 44 ]    |
| 1966年   | 男10 女365   | 男1 女103  | 女178      | -              | [ 45 ]    |
| 1967年   | 男17 女428   | 男2 女152  | 女276      | -              | [ 46 ]    |
| 1968年   | 男16 女420   | 男1 女117  | 女257      | -              | [ 47 ]    |
| 1970年   | 男9 女364    | 女58       | 女116      | -              | [ 48 ]    |
| 1971年   | 男12 女352   | 女66       | 女120      | -              | [ 49 ]    |
| 1972年   | 男8 女312    | 女66       | 女131      | -              | [ 50 ]    |
| 1973年   | 男12 女253   | 女36       | 女116      | -              | [ 51 ]    |
| 1975年   | 男8 女328    | 女46       | 女168      | -              | [ 52 ]    |
| 1976年   | 男10 女421   | 女52       | 女238      | -              | [ 53 ]    |
| 1977年   | 男18 女480   | 女63       | 女311      | -              | [ 54 ]    |
| 1978年   | 男21 女465   | 女64       | 女314      | -              | [ 55 ]    |
| 1979年   | 男13 女375   | 女44       | 男1 女269  | -              | [ 56 ]    |
| 1980年   | 男11 女363   | 女37       | 男4 女248  | -              | [ 57 ]    |
| 1981年   | 男13 女314   | 女27       | 男7 女233  | -              | [ 58 ]    |
| 1982年   | 男12 女285   | 女26       | 男7 女273  | -              | [ 59 ]    |
| 1983年   | 男10 女310   | 女31       | 男8 女281  | -              | [ 60 ]    |
| 1984年   | 男7 女304    | 女26       | 男7 女191  | -              | [ 61 ]    |
| 1985年   | 男4 女260    | 女39       | 男8 女149  | -              | [ 62 ]    |
| 1986年   | 男5 女292    | 男2 女61   | 男13 女177 | -              | [ 63 ]    |
| 1987年   | 男7 女340    | 男3 女69   | 男12 女166 | -              | [ 64 ]    |
| 1988年   | 男13 女328   | 男10 女103 | 男8 女150  | -              | [ 65 ]    |
| 1989年   | 男11 女325   | 男12 女115 | 男11 女180 | -              | [ 66 ]    |
| 1990年   | 男12 女351   | 男13 女94  | 男22 女210 | -              | [ 67 ]    |
| 1991年   | 男22 女408   | 男10 女97  | 男30 女205 | -              | [ 68 ]    |
| 1992年   | 男28 女417   | 男8 女100  | 男20 女210 | -              | [ 注 20 ] |
| 1993年   | 男25 女402   | 男14 女126 | 男17 女239 | -              | [ 71 ]    |
| 1994年   | 男21 女392   | 男16 女158 | 男13 女239 | -              | [ 72 ]    |
| 1995年   | 男17 女366   | 男12 女161 | 男10 女237 | -              | [ 73 ]    |
| 1996年   | 男27 女347   | 男10 女164 | 男10 女215 | -              | [ 74 ]    |
| 1997年   | 男34 女338   | 男12 女162 | 男13 女208 | -              | [ 75 ]    |
| 1998年   | 男36 女313   | 男17 女156 | 男26 女210 | -              | [ 76 ]    |
| 1999年   | 男51 女267   | 男23 女148 | 男26 女205 | -              | [ 77 ]    |

## 教育および研究

### 組織

#### 学科
- 地域生活支援学科 入学定員100名[1]
  - 食健康コース
  - 介護福祉コース
  - 多文化コース
- 幼児保育学科 入学定員90名[1]
  - 表現・音楽コース
  - 心理・環境コース

##### 過去にあった学科
- 食物栄養学科 入学定員60名[注釈 3]
- 生活福祉学科 入学定員40名[注釈 3]
- くらし環境学科 入学定員39名[注釈 4]

#### 過去にあった専攻科
- 食物栄養専攻[注 21]入学定員10名[注釈 4]
- 保育福祉専攻 入学定員30名[注 22]

#### 取得資格について
資格
- 保育士：幼児保育学科
- 栄養士：食物栄養学科（卒業所要単位に含まれている）
- 介護福祉士
  - 生活福祉学科（卒業所要単位に含まれている）
  - 専攻科保育福祉専攻でも取得できる。ただし、短大で保育士資格を取得した人が対象となっている。
- 技術士補：くらし環境学科。
- 公害防止管理者:くらし環境学科。
- 環境計量士：くらし環境学科。
- ほか、食物栄養学科では併設の西九州大学佐賀調理製菓専門学校とのダブルスクールを利用して調理師免許を取得することもできる。

受験資格
- 管理栄養士：専攻科食物栄養専攻修了後、栄養士として3年以上の実務経験を経て、受験資格が得られた。

教職課程
- 中学校教諭二種免許状（家庭）
  - 食物栄養学科 2008年度入学生まで設けられていた
  - 生活福祉学科 概ね1998年度入学生まで設けられていた[80].
- 養護教諭二種免許状:生活福祉学科にて取得できた。ただし、介護保健コースに所属する必要があった。
- 幼稚園教諭二種免許状:幼児保育学科にて取得できるようになっている。
- 栄養教諭二種免許状:食物栄養学科にて取得できるようになっていた[81]。

#### 附属機関
- 健康福祉・生涯学習センターがある。
- 図書館が学内にある。

### 教育
- 現代的教育ニーズ取組支援プログラム
  - 「くらしと環境」：世代間交流や季節の伝統行事、伝承遊びの体験

### 研究
- 『永原学園佐賀短期大学紀要』[82]
- 『永原学園西九州大学短期大学部紀要』[83]

## 学生生活

### 部活動・クラブ活動・サークル活動
- 体育系・文化系のクラブがある。

### 学園祭
- 学園祭は毎年、概ね10月に行なわれている。

## 施設

### キャンパス
- 交通アクセス：JR長崎本線佐賀駅下車。同駅より佐賀市営バスで「西九大神園前」または「西九大神園南」バス停留所が最寄りとなっている。
- 神園キャンパス内には「あすなろの木」と称した樹が植えられているがこれは、教育理念である「あすなろう精神」に因んで命名された檜である。その意味を込めて植えられたものとみられる。

### 学生食堂
- 学内にある。

### 寮
- 「あすなろ寮」と称した大学寮がある。これも、教育理念に因んで命名されたものとみられる。

## 対外関係

### 日本国内
- 放送大学[84]
- 佐賀女子短期大学
- 九州龍谷短期大学

系列校
- 西九州大学

#### 日本国外
海外協定校
- アメリカ合衆国
  - ニューヨーク州立大学アディロンダック校（英語版）（ニューヨーク州） - 1996年（平成8年）度より、交換留学が実施されている。
  - アラスカ大学フェアバンクス校（アラスカ州）
- 韓国
  - 牧園大学校（朝鮮語版）（大田広域市）
  - 大田科学技術大学校（朝鮮語版）（大田広域市）
  - 建国大学校グローカルキャンパス（忠清北道忠州市）
- タイ
  - ブラパー大学（英語版）（チョンブリー県）
- 台湾
  - 宜蘭大学（宜蘭市）
  - 元培医事科技大学（新竹市）
  - 義守大学（高雄市）
- スロベニア
  - リュブリャナ大学（リュブリャナ市）
- 中国
  - 安徽三聯学院（安徽省）
  - 廈門理工学院（廈門市）

## 社会との関わり
- 「生きがいづくり教室」や「エルダーカレッジ」、「市民大学」・「公開講座」と称した催しがある。

## 卒業後の進路について

### 編入学・進学実績
- これまでの実績として系列の西九州大学のほか佐賀大学や西南学院大学などがある。

## 附属学校
- 西九州大学附属三光幼稚園
- 西九州大学附属三光保育園